# José de la Luz y Caballero
José Cipriano de la Luz y Caballero (La Habana, 11 de julio de 1800-La Habana, 22 de junio de 1862) fue un filósofo y educador cubano. Se destacó por sus colaboraciones en temas científicos, filosóficos y otros. Es considerado como una de las personas que más han hecho por la educación pública en su país.

## Biografía
Hijo de Antonio José María de la Luz, funcionario y oficial del gobierno colonial, y Manuela Teresa de Jesús Caballero. La familia poseía el ingenio azucarero San Francisco de Paula y la hacienda Santa Ana de Aguiar. Se crio en un ambiente humilde y con una disciplina estricta.
Quedó huérfano a los siete años de edad y su tío José Agustín Caballero, profesor del Seminario de San Carlos y San Ambrosio se hizo cargo de su educación.
A los doce años de edad estudió latín y filosofía en el convento de San Francisco. Alcanzó el título de bachiller en filosofía en 1817 en la Real y Pontificia Universidad de San Gerónimo de La Habana.
Con el objetivo de ejercer el sacerdocio ingresó en el Colegio Seminario de San Carlos y San Ambrosio, donde años más tarde se graduó de bachiller en leyes. Allí conoció a Félix Varela y Morales, quien comenzó a despertar en él el espíritu científico renovador del siglo XVIII europeo.
Llegó a ser un eminente filósofo que seguía fielmente las doctrinas de Félix Varela. Llegó también a dominar idiomas como el inglés, francés, italiano y alemán, haciendo más notable aún su vasta cultura.
En 1824 se convirtió en el director de la Cátedra de Filosofía del Seminario de San Carlos. Antes, esta responsabilidad estaba en manos de José Antonio Saco y de Félix Varela. Al iniciar su actividad se empeñó en aplicar a fondo los conocimientos e ideas de su maestro, Félix Varela. Se hizo famoso no sólo entre sus admiradores, sino también entre sus detractores, por su fidelidad a la metodología y doctrinas de Varela, incluso para impartir sus clases, y según sus propias palabras, lo citaba casi diariamente.
De 1837 a 1841 visitó numerosos lugares del mundo, que le permitió conocer a destacados científicos e intelectuales, tales como el poeta Henry Wadsworth Longfellow en Estados Unidos, al novelista Walter Scott en Escocia, al científico Frederic Cuvier en Francia; en el Imperio alemán, en Dresde al poeta Johann Wolfgang von Goethe, al filósofo Karl Krause y al científico Alejandro de Humboldt. En Italia, al cardenal Giuseppe Gasparo Mezzofanti, un conocido lingüista.
En 1841 se convirtió en socio de la Academia de Buenas Letras de Barcelona.
En 1843 viajó a Nueva York y más tarde a París. En 1848 fundó el Colegio del Salvador, que formó a numerosos intelectuales cubanos.

## Su obra
Fue considerado maestro por excelencia y formador de conciencias, pues engrandeció el sentido de la nacionalidad cubana. José Martí lo llamó el “silencioso fundador”. Enrique José Varona dijo de él que era el “pensador de ideas más profundas y originales con que se honra el nuevo mundo”.

## Obras principales
Sus obras aparecieron en diarios y revistas; Alfredo Zayas editó algunas de sus obras en dos tomos en 1890 bajo el título de Obras de José de la Luz y Caballero. En 1944, sus manuscritos, las cartas, sus papeles y sus impresos que habían estado en las manos de los herederos de Zayas, fueron entregados a la Universidad de La Habana.
Tradujo la obra del Conde de Volnay Viaje por Egipto y Siria
Escribió numerosos aforismos
Colaboró en la  Revista Bimestre Cubano, Mensajero Semanal, Diario de La Habana, Memorias de la Sociedad Patriótica, Faro Industrial de la Habana y Revista de la Habana, entre otras.
Usaba seudónimos como Un habanero, El mismo, Fairplay, Un amante de la verdad, El justiciero, Filolezes, El amigo de la juventud, El centinela, El escolástico.

## Fallecimiento
La noticia de su muerte conmocionó a toda La Habana. Se dice que 500 carruajes y más de 6.000 personas acudieron al sepelio y que el capitán general decretó un homenaje póstumo al “destacado director del colegio San Salvador”. Esta frase vino del pueblo con su muerte “¡Cuántos pobres negros revolverán mañana sus baúles buscando algunos trapos negros para asistir al entierro de don Pepe!”.

## Frase de José de la Luz y Caballero
“Antes quisiera ver yo desplomadas, no digo las instituciones de los hombres, sino las estrellas todas del firmamento, que ver caer del pecho humano el sentimiento de la justicia, ese sol del mundo moral”.
- Datos: Q6294346
- Multimedia: José de la Luz y Caballero / Q6294346